# Histoire de l'Algérie ancienne et moderne
L'Histoire de l'Algérie ancienne et moderne (en arabe : تاريخ الجزائر القديم و الحديث) est un ouvrage en arabe sur l’histoire de l’Algérie écrit par Mebarek Al-Mili. Il est composé de trois volumes, qui couvre l’histoire de l’Algérie de la période préislamique jusqu’à l’époque ottomane. L’auteur l’a rédigé dans un style littéraire captivant et agréable à lire,,.

## L'auteur

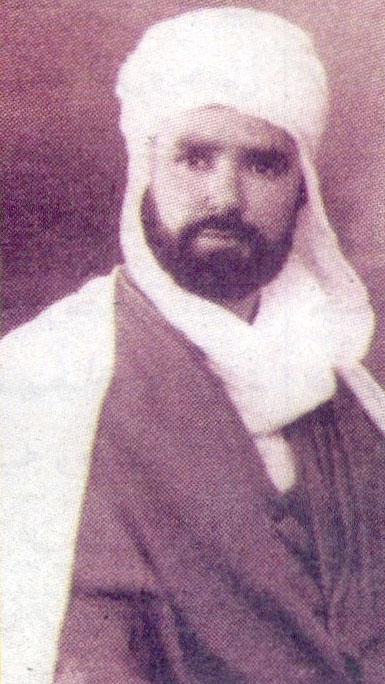
Une photo de Mebarek Al-Mili après son retour de Tunis, vers 1930.

Mebarak Mohamed ben Mebarak, surnommé al-Mili en référence à El Milia, sa ville natale, né le 26 mai 1898. Après avoir effectué ses études primaires dans sa ville, il se rendit à Tunis pour poursuivre ses études à la mosquée Zitouna. À son retour en Algérie, il se consacre à l’enseignement, à la rédaction d’articles dans les journaux, ainsi qu’à la prédication et à l’orientation spirituelle. En 1931, lors de la fondation de l’Association des oulémas musulmans algériens, il est élu trésorier et devint l’un des membres les plus influents aux côtés de Cheikh Abdelhamid Ben Badis, Mohamed Bachir El Ibrahimi, Tayeb el-Oqbi et Larbi Tébessi. Il se distingua par sa vision éclairée et ses idées novatrices, ce qui lui valut le surnom de philosophe de l’Association des oulémas.
En parallèle de ses activités réformatrices, Mebarak al-Mili s’intéressa à l’écriture, publiant des articles dans le journal "al Baçaïr" et rédigeant plusieurs ouvrages. Il s’éteigne le 9 février 1945.

## Éditions
Publié en deux volumes à partir de 1928, cet ouvrage est l'une des premières histoires complètes de l'Algérie écrites en arabe. Il couvre l’Antiquité jusqu’à l’époque moderne et vise à contrer les récits coloniaux en valorisant le passé national.
L'écrivain n’a pas achevé l’ouvrage, s’arrêtant au début de la période ottomane. Son fils, Mohamed Ben Mebarek Al-Mili, a ensuite ajouté un troisième volume consacré à cette période.

## Importance historique
Le cheikh Abdelhamid Ben Badis a fait l’éloge de l’ouvrage en ces termes :

« C’est le premier livre qui ait présenté une image complète et cohérente de l’Algérie dans la langue de Dhad, après que cette image fut morcelée, éparpillée ici et là. L’auteur a insufflé dans cette image l’esprit de la foi religieuse et nationale, ce qui la maintiendra vivante à travers le temps, perpétuant le nom de l’auteur comme une couronne dans le firmament de la grandeur, et le gravant de sa main dans le livre des immortels. »

## Plan et structure
Le livre est structuré de la manière suivante :
- Premier livre : Histoire de l’Algérie avant la conquête arabe
  - Introduction – Géographie naturelle de l’Algérie
  - Chapitre I – Les anciens habitants de l’Algérie à l’époque préhistorique
  - Chapitre II – Les Berbères
  - Chapitre III – Les Phéniciens
  - Chapitre IV – Les Berbères à l’époque carthaginoise et romaine
  - Chapitre VI – Les Romains et leur gouvernement en Algérie
  - Chapitre VII – Les Vandales et leur règne
  - Chapitre VIII – L’Empire byzantin

- Deuxième livre : L’époque arabe 
  - Chapitre I – Conquête arabe de l’Afrique et fondation de l’émirat
  - Chapitre II – L’État rostémide
  - Chapitre III – L’État idrisside
  - Chapitre IV – L’État aghlabide
  - Chapitre V – L’État fatimide
  - Chapitre VI – Migration hilalienne vers le Maghreb

- Troisième livre : L’époque berbère
  - Chapitre I – Tribus berbères d’Algérie
  - Chapitre II – L’État hammadide
  - Chapitre III – État almoravide
  - Chapitre IV – État almohade mouminide
  - Chapitre V – Les Arabes sous les Hafsides, Zianides et Mérinides
  - Chapitre VI – L’État hafside
  - Chapitre VII – L’État mérinide
  - Chapitre VIII – L’État zianide